# أبو محجوب
أبو محجوب هو شخصية خيالية كرتونية من ابتكار رسام الكاريكاتير الأردني عماد حجاج، وهي تمثل المواطن البسيط ذو الاراء المضحكة أحيانًا. ويكون هو وجاره أبو محمد واقع الشعب العربي وبخاصة وضع الشارع الأردني وهو معروف بين الناس وله شعبية واسعة والجميع صغارا وكبارا يتابعون كاريكتيرات أبو محجوب.
وفي رمضان يعرض أبو محجوب على شاشة التلفزيون الأردني على شكل رسومات متحركة.
وكوسيلة للتواصل بين محبي هذه الشخصية تم إنشاء منتديات أبو محجوب، وتعتبر هذه المنتديات من أكبر المجتمعات الافتراضية على الإنترنت، وتضم عددا كبيرا من الأعضاء العرب وغير العرب.